# Carl Millöcker
Carl Millöcker (Carl Joseph Millöcker) (29. srpna 1842, Vídeň, Rakousko – 31. prosince 1899, Baden, Rakousko) byl rakouský operetní skladatel.

## Život
Narodil se v rodině zlatníka, ale neměl žádný vztah k tomuto řemeslu. Vystudoval na vídeňské konzervatoři. Jeho talent zpozoroval Franz von Suppé, který jej nejprve přijal do svého orchestru jako flétnistu a v roce 1864 mu zařídil zaměstnání v Landestheatheru ve Štýrském Hradci (Graz). Zde napsal své první dvě operety, Der tote Gast a Die Lustigen Binder (obě v jednom dějství), které měly společnou premiéru 21. prosince 1865 s nevelkým úspěchem.
O dva roky později, v roce 1866 jej Suppé doporučil na místo dirigenta do Theater an der Wien. Řediteli divadla sa však nelíbila Millöckerova nedisciplinovanost a protože jej nepovažoval za příliš talentovaného, brzo ho vyhodil. Zatrpklý a ponížený opustil Vídeň a našel si nové zaměstnání v Německém divadle v Budapešti. V Budapešti uvedl svojí první větší operetu (ve třech dějstvích), Die Fraueninsel (1868). Do Vídně se opět mohl vrátit na místo dirigenta až v roce 1869, když se ředitelem v Theater an der Wien stal Maximilián Stein.
Svého největšího úspěchu dosáhl až 6. prosince 1882, když měla premiéru jeho nejslavnější opereta, Žebravý student (něm. Der Bettelstudent). Proslavil se i operetami Die Dubarry (1879) a Gasparone (1884).

## Seznam operet
- 1865 Der tote Gast
- 1865 Die lustigen Binder
- 1868 Die Fraueninsel
- 1878 Das verwunschene Schloss
- 1879 Die Dubarry
- 1882 Žebravý student (Der Bettelstudent)
- 1884 Gasparone
- 1886 Der Vizeadmiral
- 1890 Der arme Jonathan
- 1892 Das Sonntagskind
- 1894 Der Probekuss
- 1896 Das Nordlicht